# افسوس! یوریک بیچاره!
افسوس! یوریک بیچاره! (انگلیسی: Alas! Poor Yorick!) یک فیلم کوتاه کمدی به کارگردانی کالین کمبل است که در سال ۱۹۱۳ منتشر شد.

## گزیدهٔ بازیگران
- ویلر اوکمن
- تام سانچی
- لی‌لی هیوارد
- هوبرت باسورث
- فرانک کلارک
- راسکو آرباکل